# 南唐書 (馬令)
《南唐书》，馬令撰，凡三十卷。
《南唐書》原有馬令、胡恢、陸游三家。馬令係宜興人，其祖馬元康世居金陵（今江蘇南京），諳熟南唐舊事。宋徽宗崇宁四年（1105年）馬令撰成《南唐书》。该书仿效《三国志·蜀书》之例，置先主书、嗣主书及後主书，共五卷。列传有二十二卷。滅國傳兩卷。譜一卷，專記南唐三十五州。
馬令又仿欧阳修《新五代史》的春秋筆法，卷首文末序﹑論多以“呜呼”發端。後人評價不高，胡震亨稱：「余始得馬令《南唐書》，以為政可作酒後談資耳。及得陸游新修《南唐書》讀之，乃知正史稗官迥自懸別，未可以偽史忽之。」有嘉靖二十年（1541年）姚咨抄本。清初四庫館臣收入《四庫全書》。